# コルシカのジューリア
聖コルシカのジューリア （イタリア語：Santa Giulia da Corsica、フランス語：Julie de Corse, 生没年不詳）は、カトリック教会・正教会の聖人・殉教者（致命者）。5世紀の人物と推測されているが、帰天した（死亡した）年が616年から620年の間とする説もある。聖デヴォータ同様にコルシカの守護聖人である。祝日は5月22日。拷問犠牲者の守護聖人。

## 伝説
ジューリアはカルタゴ貴族の少女で、439年にヴァンダル族の王ガイセリックがカルタゴを滅ぼした後に奴隷として売られた。彼女は忍耐強さと朗らかさで、辛い召使いの義務を果たさねばならなかった。彼女の主人はシリアの商人エウセビウスで、ジューリアの美点に感銘を受けて彼女をガリアへの旅に同行させた。途上、一行は北コルシカにあるコルソ岬に休憩した。そこでは、異教の祭りが開催されていた。ジューリアは上陸も祭りへの同行も断り、船の中に残った。
島の知事フェリックスは、ジューリアがキリスト教徒だと適切に推測した。彼は、彼女にローマの神の犠牲となるよう命じた。ジューリアは、信仰を捨てれば自由にしてやるというフェリックスの申し出すらも拒んだ。エウセビウスは彼女を守ろうとしたが、彼が酔いつぶれて眠ってしまった間に、ジューリアは髪の毛を全部引き抜かれるという拷問を受けて磔にされた。

## 史的根拠
彼女は6世紀か7世紀に生存し、古代ローマ貴族というよりむしろムーア人に殺されたとされる。一部の学者はジューリアがカルタゴ人であったことをむしろ信じている。しかし、彼女はデキウス帝かディオクレティアヌス帝の迫害でアフリカで死んだというのである。ジューリアのコルシカとの関連は、彼女の聖遺物がヴァンダル族によってアフリカが侵略された時期に島へもたらされたという事実からきたものであろう。

## 崇拝
ゴルゴーナ島から来た聖職者が彼女の聖遺物を救った。言い伝えによると、ジューリアの十字架は、天使の手で彼女の名前と物語を伝えて書かれたノートにくっつけてあったという。聖職者がそれをきれいにして心地よい芳香で覆った後、彼は聖遺物をゴルゴーナの墓地へ移したという。
762年、ランゴバルド人の王デジデリウスは王妃アンサの頼みをきいて、ブレシアのベネディクト会派修道院にジューリアの聖遺物を移した。763年頃、ブレシアでローマ教皇パウルス1世はジューリアの名の教会を建立した。中世にこの場所は人気のある巡礼地であった。